# Więcbork
- | Herb | Flaga |
| Herb | Flaga |

|  | Multimedia w Wikimedia Commons |

|  | Hasło w Wikisłowniku |

Więcbork (niem. Vandsburg) – miasto w Polsce położone w województwie kujawsko-pomorskim, w powiecie sępoleńskim, siedziba gminy miejsko-wiejskiej Więcbork.
Według danych GUS z 31 grudnia 2019 r. Więcbork liczył 5965 mieszkańców.
Prywatne miasto szlacheckie lokowane w 1383 położone było w XVI wieku w województwie kaliskim.

## Położenie
Miasto, miejscowość turystyczna, położone jest nad Jeziorem Więcborskim oraz nad rzeką Orlą, która znajduje się w dorzeczu Noteci. W środkowo-wschodniej części Krajny, w pasie Pojezierza Południowopomorskiego (w tym Pojezierza Krajeńskiego), na obszarze Krajeńskiego Parku Krajobrazowego (siedziba tegoż Parku).

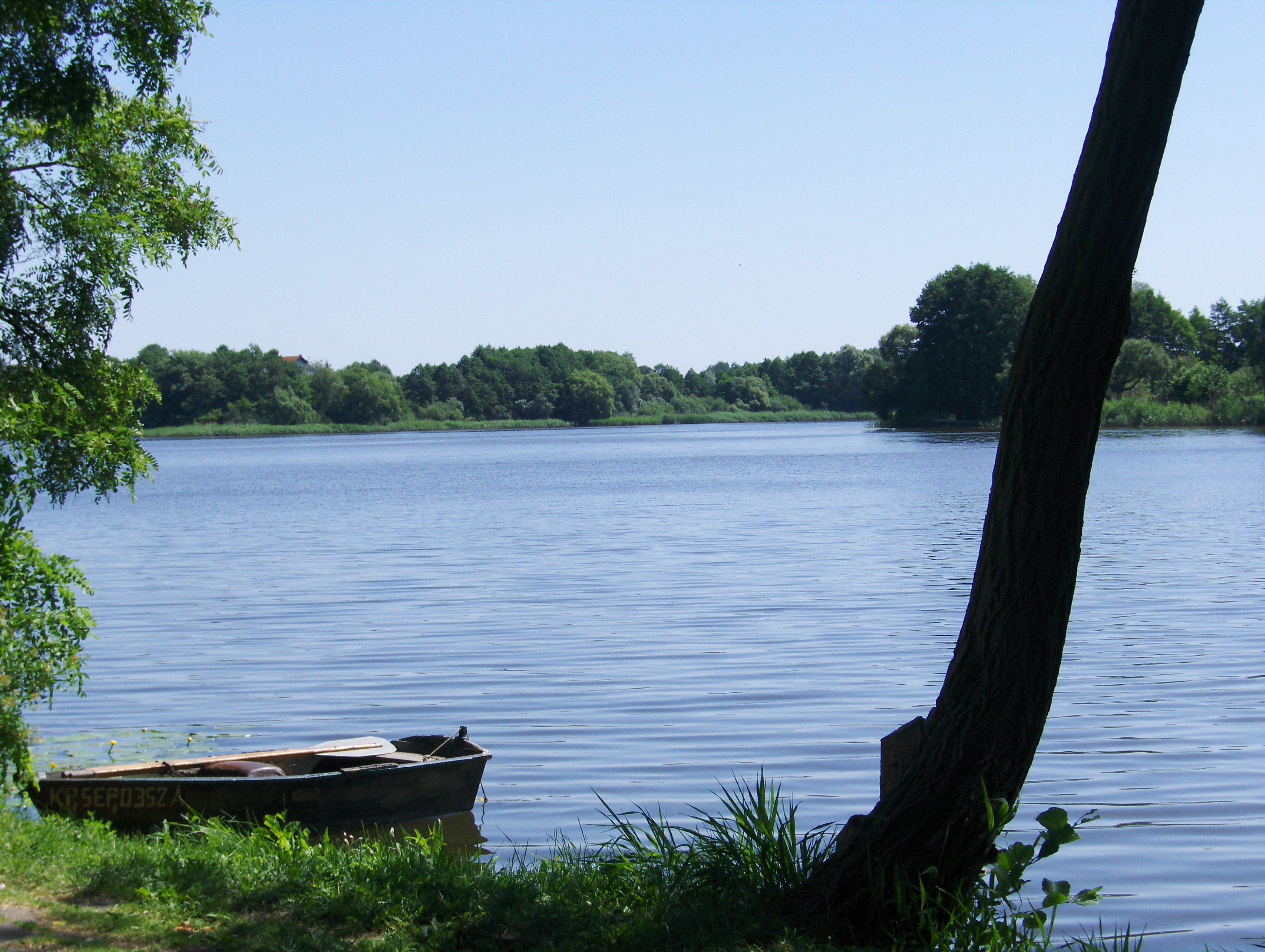
Jezioro Więcborskie

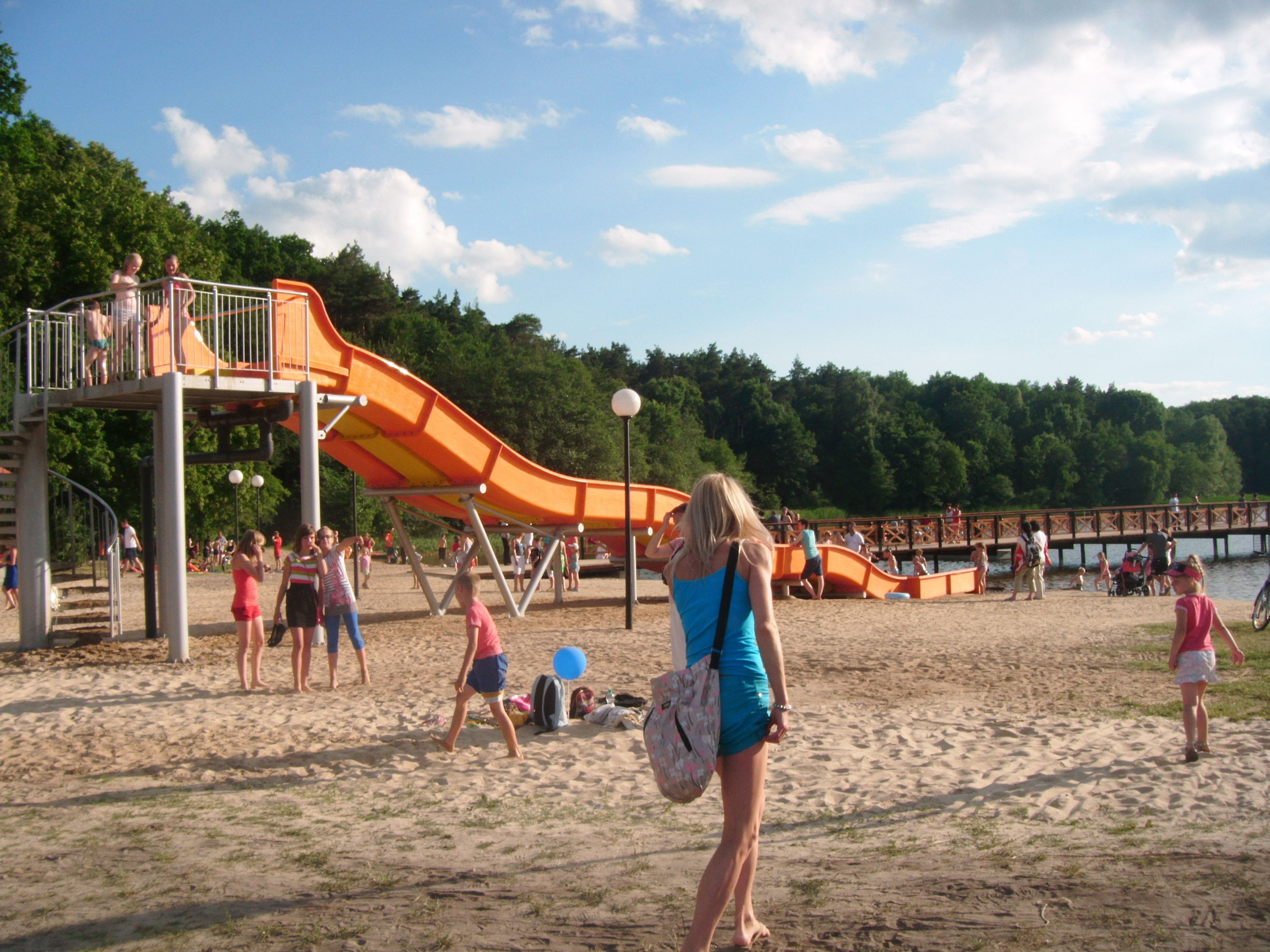
Plaża miejska

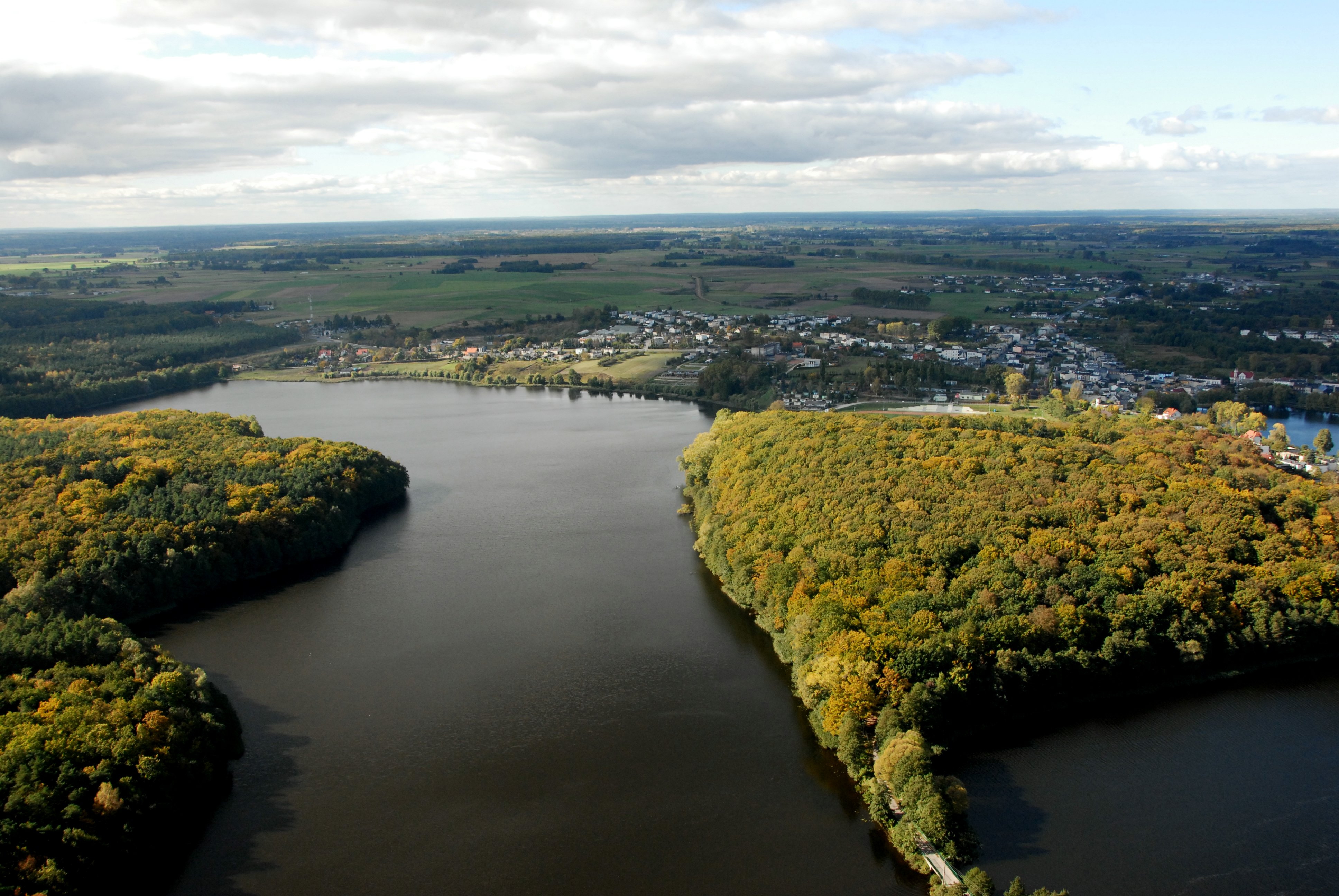
Jezioro Więcborskie i Więcbork z lotu ptaka

W 1998 Więcbork stał się siedzibą Krajeńskiego Parku Krajobrazowego. Wokół rozciągają się wzgórza morenowe, jeziora i lasy. Najwyższym punktem miasta jest Góra Świętej Katarzyny (180 m n.p.m.). Jest to drugie co do wysokości wzniesienie w województwie kujawsko-pomorskim (najwyższe Czarna Góra 189 m n.p.m.), a najwyższe położone na terenie zamieszkałym, co czyni z Więcborka najwyżej położone miasto w województwie.

## Demografia

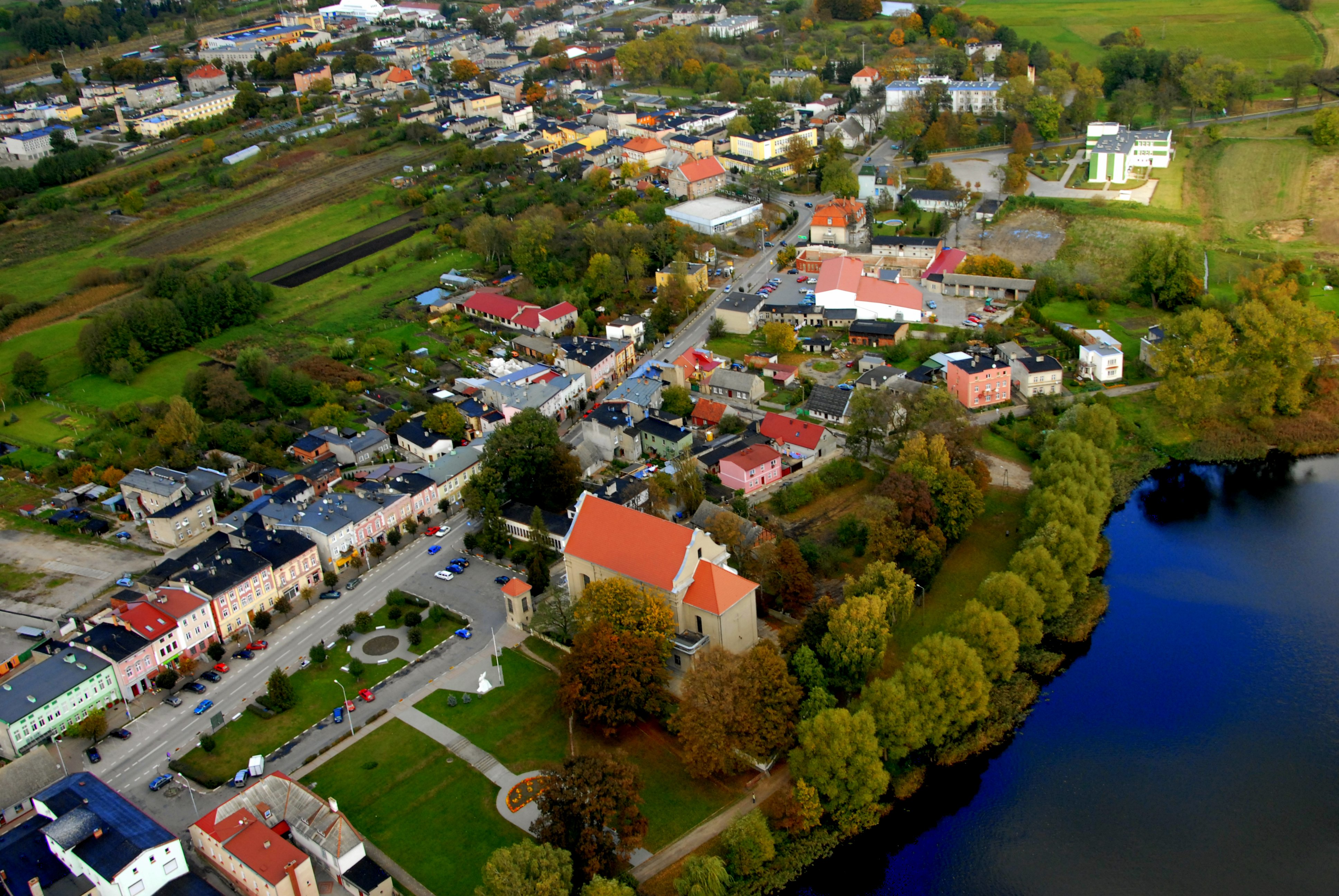
Panorama rynku w 2007 roku, przed rewitalizacją

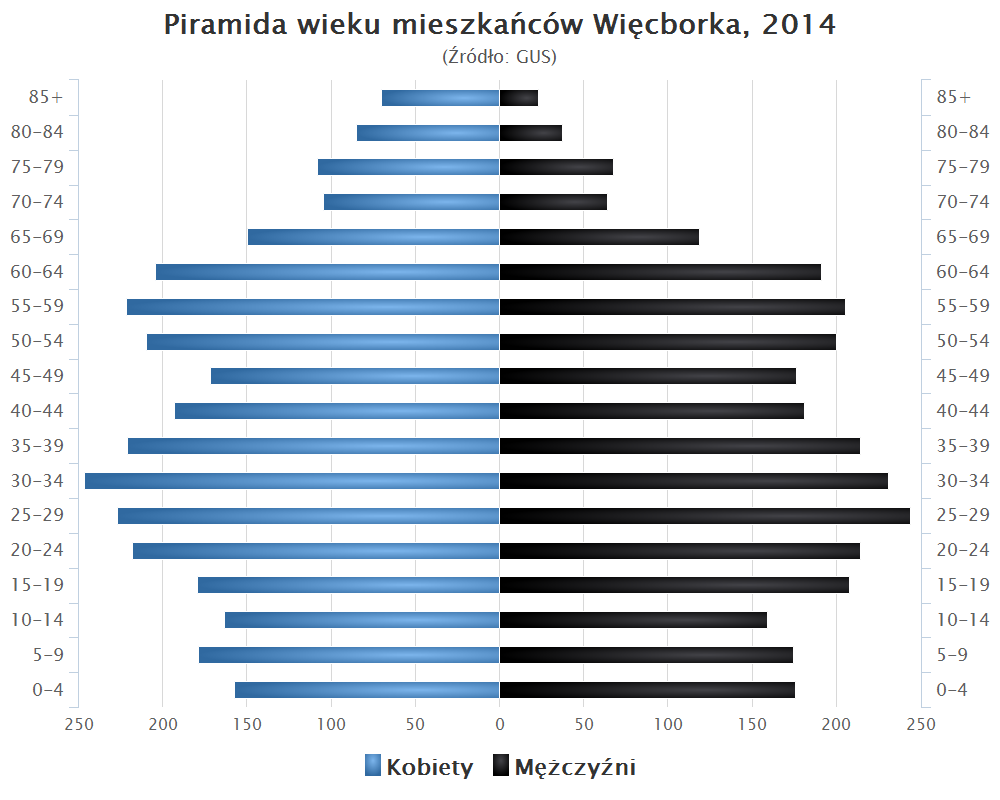
Piramida wieku mieszkańców Więcborka w 2014

## Historia
- We wczesnym średniowieczu od XII wieku Więcbork istniał jako umocniony gród, co potwierdzili przy terenach plaży miejskiej w Więcborku w latach 1965–1966 bydgoscy archeolodzy[4].
- 1383 – Wzmianka w źródłach o mieście nazywanym wówczas Wanszowna w kronice Janka z Czarnkowa. Informuje ona, iż miasto będące własnością Markusza z Pamperzyna zostało najechane i spalone przez Grzymalitę Domarata z Pierzchna, kasztelana poznańskiego i starostę generalnego wielkopolski. Był to jeden z epizodów wojny Grzymalitów z Nałęczami.
- 1405 – pierwszy znany zapis obecnej nazwy.
- Od średniowiecza miasto było własnością szlachecką w posiadaniu, kolejno rodu Grzymalitów, Peperzyńskich, Więcborskich, Zebrzydowskich, Garczyńskich, Smoczewskich i Potulickich.
- W latach 1558–1560 w więcborskim zamku przebywał biskup krakowski Andrzej Zebrzydowski.
- Przed 1772 Więcbork należał administracyjnie do województwa kaliskiego, powiatu nakielskiego.
- 1772 w wyniku I rozbioru Rzeczypospolitej miasto przeszło pod władzę Prus, wchodząc w skład obwodu nadnoteckiego w powiecie kamieńskim.
- 1807 – Więcbork został włączony przez Napoleona Bonaparte do Wielkiego Księstwa Warszawskiego, do Departamentu Bydgoskiego. Po upadku Księstwa Warszawskiego Więcbork wraca do Prus, do powiatu złotowskiego regencji bydgoskiej.

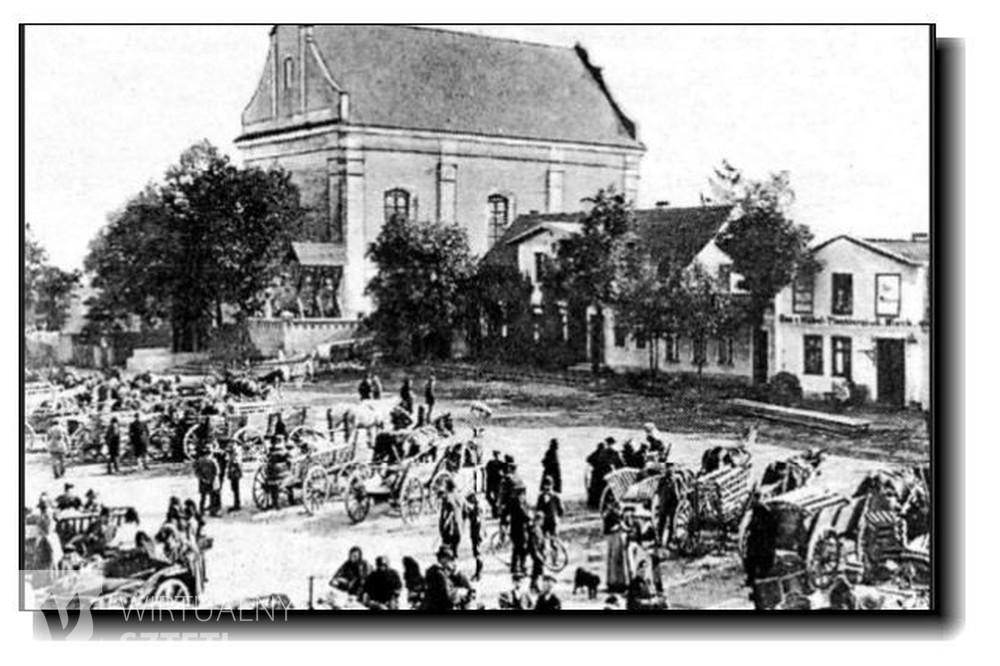
Rynek w Więcborku przed I wojną światową

- 1830 – miasto spłonęło w wyniku wielkiego pożaru.
- 28 lutego 1835 – powstał powiat więcborski[5]
- 1 października 1894 oddano do użytku przechodzącą przez Więcbork linię kolejową z Nakła nad Notecią do Chojnic, będącą fragmentem linii kolejowej nr 281 Oleśnica – Chojnice.
- 1910 – w trakcie zaboru pruskiego miasto liczyło 3118 mieszkańców, w tym 74,9% Niemców.
- W okresie międzywojennym Więcbork był największym miastem powiatu z kompleksem rezydencji Rządu i Prezydenta RP Ignacego Mościckiego na przedmieściach Więcborka i gminie zbiorowej Więcbork z 4456 mieszkańców z największą ponad 50% ilością ludności narodowości polskiej w powiecie sępoleńskim, dane z 1938 – źródło ABP, Wydział Powiatowy sygn. 6.508.571.
- W trakcie II wojny światowej w zamku Rządu i Prezydenta II RP w Runowie k. Więcborka rezydował Hermann Göring.
- W latach 1975–1998 miasto administracyjnie należało do woj. bydgoskiego.
- 31.12.1988 r. został spalony sowiecki pomnik wdzięczności na więcborskim Placu Zwycięstwa przez działaczy antykomunistycznych w PRL Solidarności i Federacji Młodzieży Walczącej
- W 1998 decyzją wojewody bydgoskiego powołano Krajeński Park Krajobrazowy z siedzibą w Więcborku[6].
- 23.03.2002 – Jan Paweł II przyjmuje honorowe obywatelstwo miasta i gminy Więcbork[7]

## Zabytki

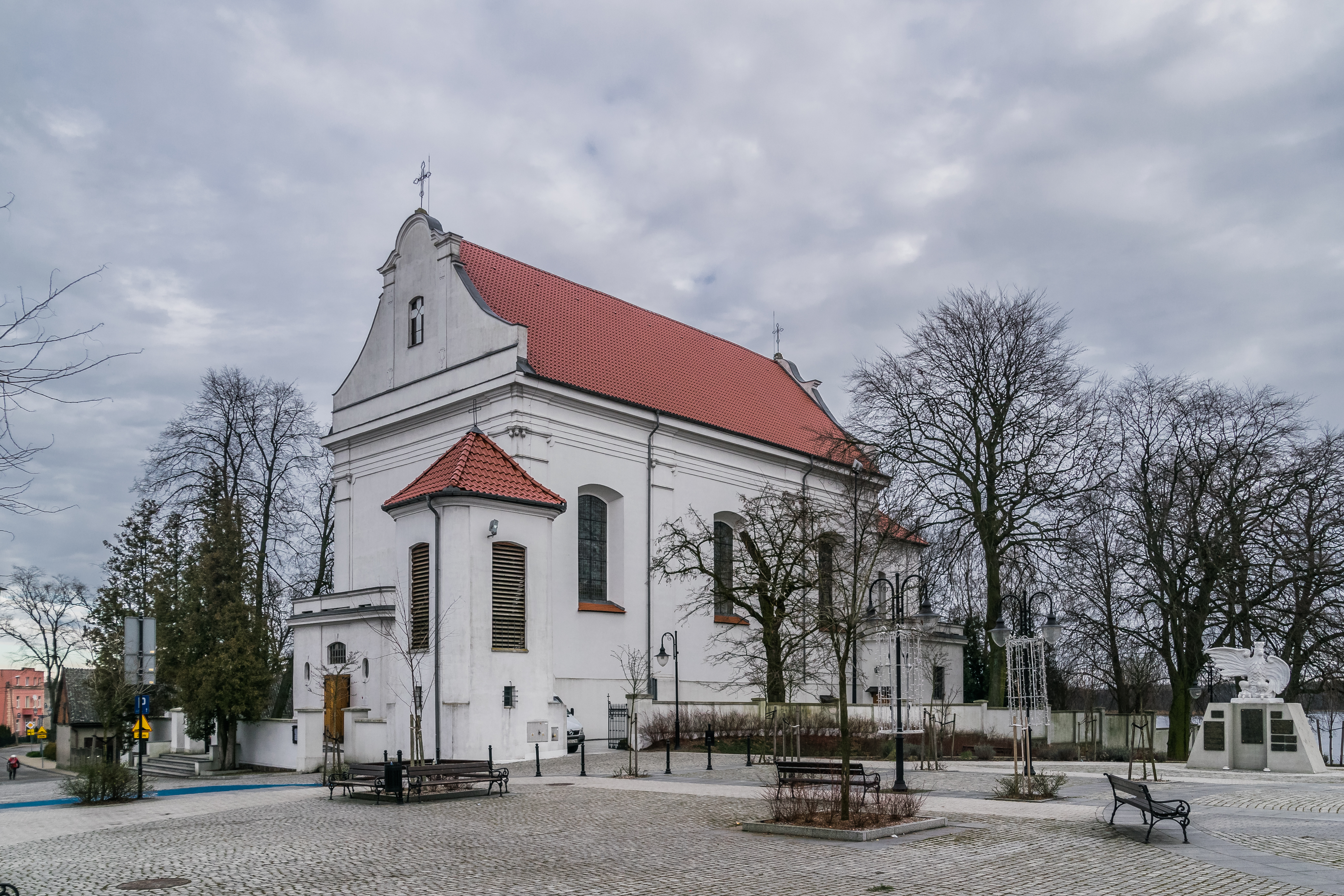
Rokokowy kościół Wniebowzięcia Najświętszej Maryi Panny i św. Apostołów Szymona i Judy Tadeusza

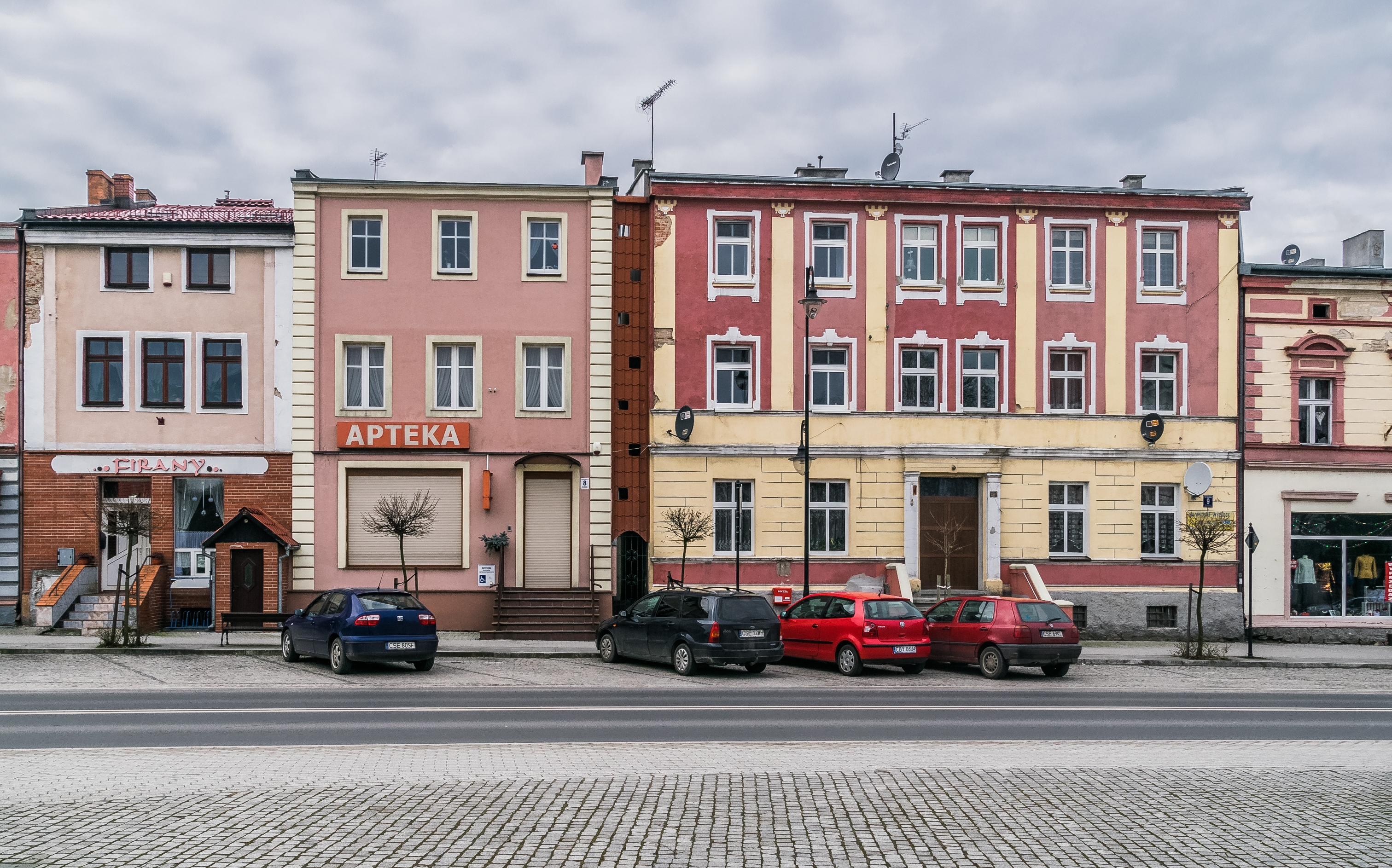
Kamienice w centrum miasteczka

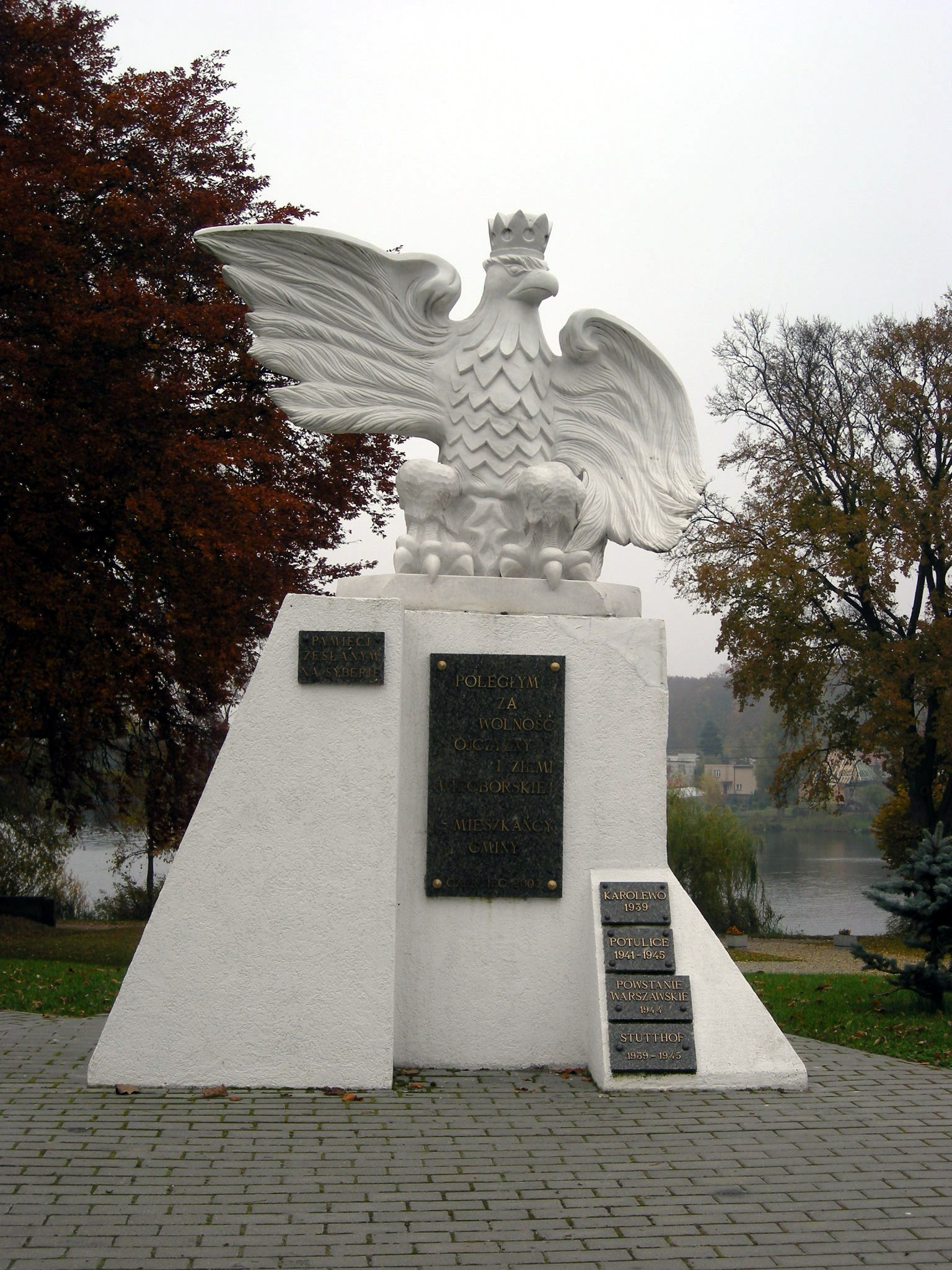
Pomnik pamięci poległych za wolność ojczyzny i ziemi więcborskiej

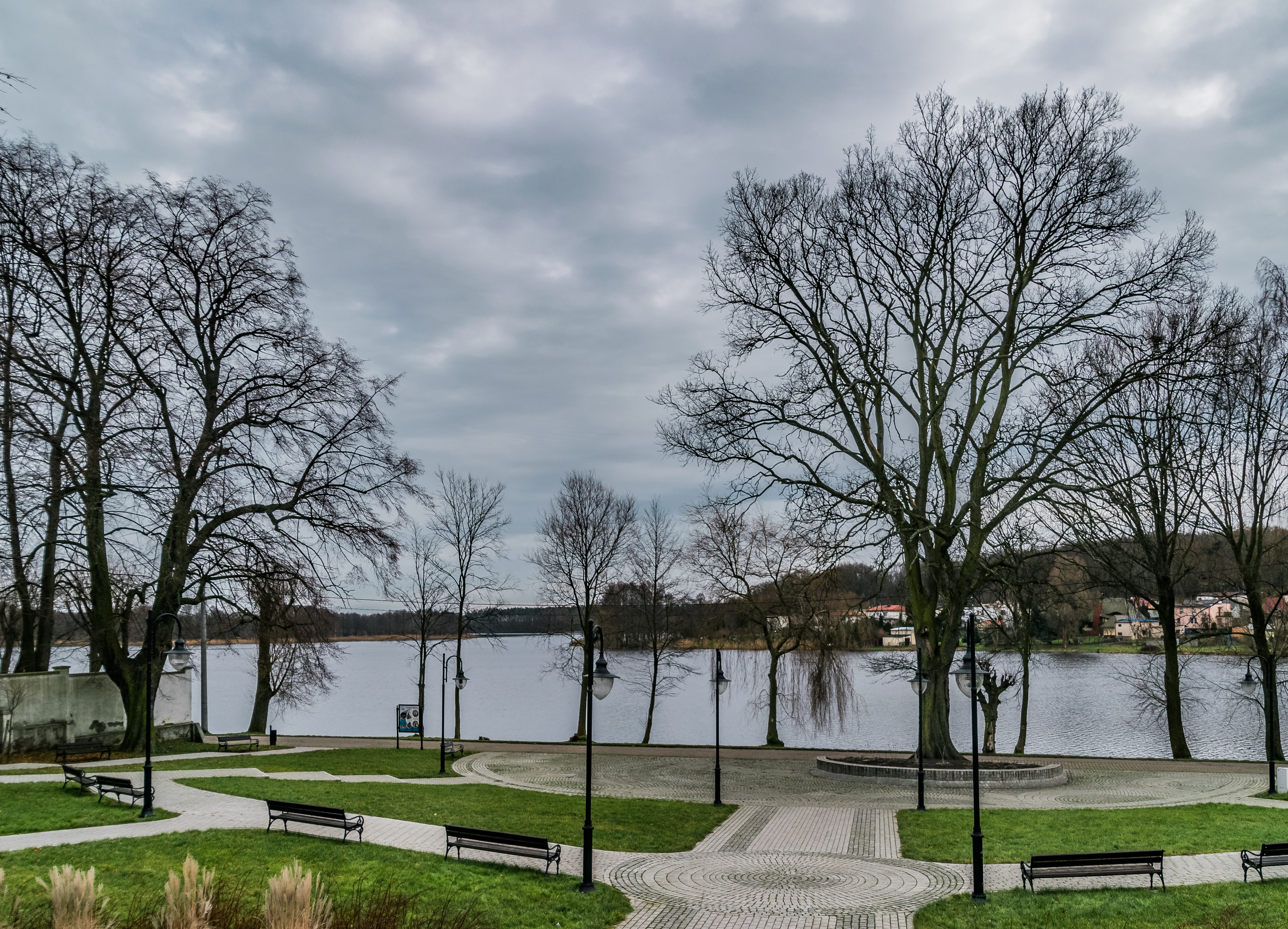
Promenada

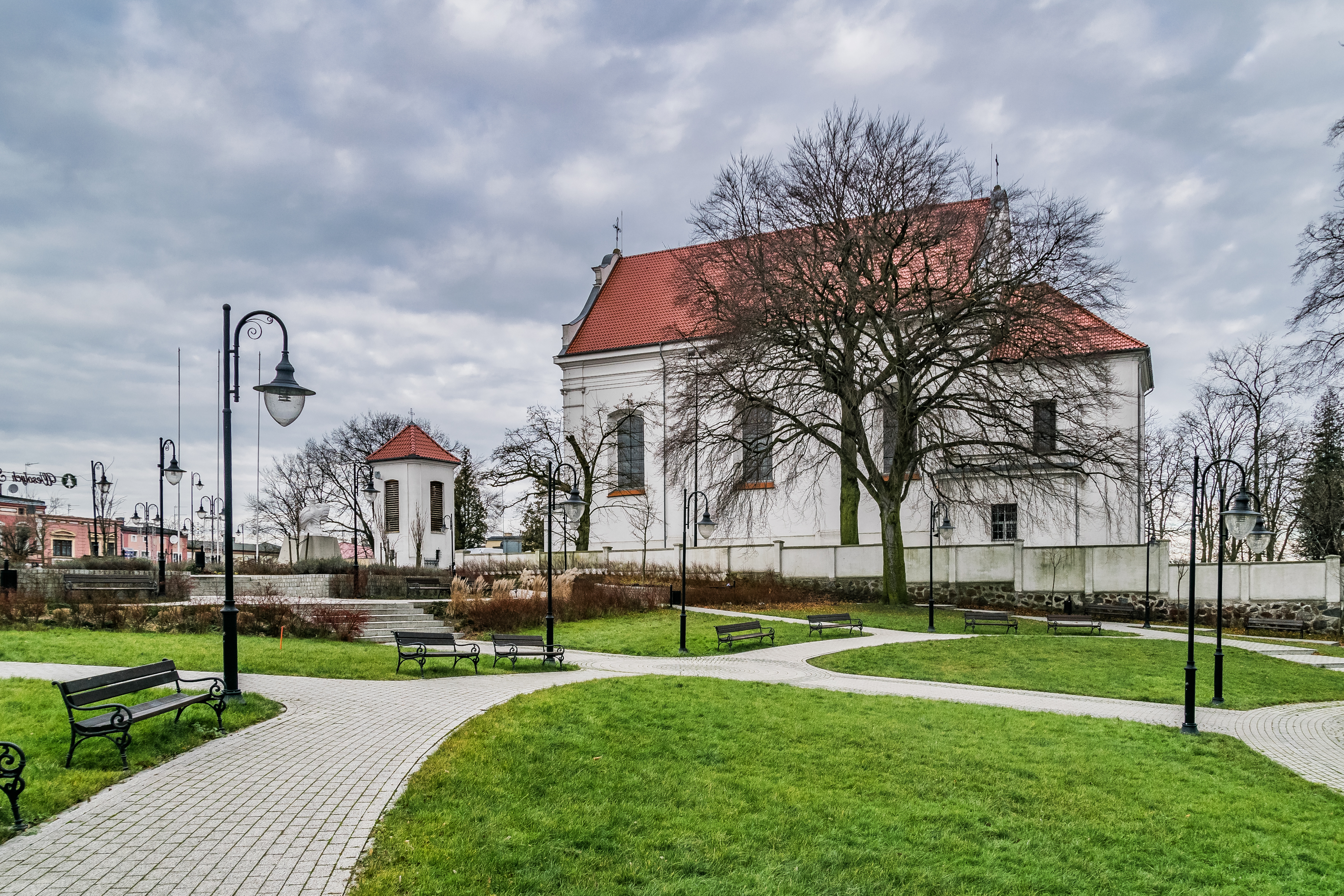
Rynek z promenadą w Więcborku

- rokokowy kościół Wniebowzięcia Najświętszej Maryi Panny i św. Apostołów Szymona i Judy Tadeusza zbudowany przez Aleksandra Hilarego Potulickiego w latach 1772–1778. Kościół jest murowany, jednonawowy, sklepiony, 24 m. długi, bez wieży, z elipsowatą zakrystią; posiada stylowo jednolite urządzenie wewnętrzne z czasów budowy kościoła. W kościele znajdują się epitafia i groby Potulickich.
- kaplica cmentarna z 1787 na Górze św. Katarzyny zbudowana przez A.H. Potulickiego oraz zabytkowy 700-letni cmentarz katolicko-ewangelicki
- średniowieczny układ urbanistyczny i domy w rynku z XVIII-XX w.
- Kościół ewangelicki z XIX przy ul. Rybackiej
- Budynek drewniany z 1732, siedziba Kurkowego Bractwa Strzeleckiego w Więcborku.
- Fundamenty i fragmenty więcborskiego zamku Zebrzydowskich z 1556 przy ul. Potulickich i Powstańców Wlkp.
- Pozostałości po byłej synagodze żydowskiej z XVIII przy ul. Hallera – do dziś zachowało się biuro i dom rabina.
- Dawny ewangelicki dom diakonis z kaplicą, obiekt z XIX w. zlokalizowany przy ul. Pocztowej, obecnie zajmowany przez szkoły średnie.
- Kościół ewangelicki, z XVIII w. wraz z infrastrukturą przy ul. Pocztowej, przebudowany w 1983 na dom kultury. Zachowały się obiekty przykościelne z zabytkową plebanią, zajmowaną obecnie przez pomoc społeczną i Powiatowe Centrum Pomocy Rodzinie[8].
- Pozostałości po dworku Potulickich przerobionym w latach 70. na szpital miejski w Więcborku, do dziś zachowały się przyległe obiekty, zajmowane obecnie przez szpital powiatowy w Więcborku.
- Klasztor sióstr franciszkanek z 1932 roku[9].
- Sąd i areszt z XIX w. przy ul. Pocztowej.
- Teren grodu więcborskiego przy plaży miejskiej.
- Tereny po XVI-wiecznym zamku Zebrzydowskich na Górze Zamkowej, odkryte w 2019 roku[10].
- Wzgórze Świętej Katarzyny w Więcborku, miejsce grodu więcborskiego oraz miejsce drewnianego zamku Pałuków, a następnie teren miasta Więcbork. Źródła: kroniki kościoła katolickiego w Więcborku i Monografia Więcborka z 1993

## Nazwy Więcborka na przestrzeni wieków
Na przestrzeni wieków występowało ponad dziesięć różnych nazw Więcborka. Pierwsza nazwa miasta to Wansowno kolejne to Wanszowno, Wiązowno, Wicbork, Wienzburg, Wiecborg, Wiecborg, Więcburg, Wiecborg, Więcburg, Wicburg, Wyądzburg, Vandsburg i obecna nazwa Więcbork. Pierwszymi znanymi właścicielami miasta byli Grzymalici herbu Grzymała, którzy posiadali swój zamek na terenach plaży miejskiej.

## Zamek Zebrzydowskich i Potulickich w Więcborku
- Więcborski zamek Zebrzydowskich z 1496 został rozbudowany i odrestaurowany z plenipotencji księcia Andrzeja Zebrzydowskiego[11].
- Mieściła się tam kaplica zamkowa bp. Andrzeja Zebrzydowskiego. Kaplica ta była związana z zamkiem rozbudowanym przez Zebrzydowskich w 1556 roku, źródło Tamże i Otto Goerke, Der Kreis Flatow, Złotów 1918, s. 640. źródło: Tamże.

## Rezydencja Ignacego Mościckiego
Pochodzący z XIX wieku myśliwski pałacyk, położony na terenie parku leśnego w miejscowości Runowo-Młyn, stał się miejscem wizyt Ignacego Mościckiego. W tej rezydencji prezydent gościł przedstawicieli najwyższych władz państwowych II RP. Kolejne rezydencje prezydenta II RP Ignacego Mościckiego i rządu II RP mieściły się w zamku w Runowie Krajeńskim i w leśniczówce w Stebionku. Gmina Więcbork była położona przy granicy Polski, co być może przyczyniło się do utworzenia kompleksu rezydencji Prezydenta i Rządu II RP w Runowie-Młyn i Runowie Krajeńskim oraz w Stebionku w gminie Złotów. Ostatnie Boże Narodzenie z udziałem Prezydenta Mościckiego w podwięcborskiej rezydencji odbyło się w grudniu 1938. Poprzedziło je reprezentacyjne polowanie z udziałem Ignacego Mościckiego i marszałka Edwarda Śmigłego-Rydza.

## Więcborska gmina żydowska
- Więcborska gmina żydowska zaistniała w Więcborku w XV w., więcborska synagoga została wybudowana w 1811 i mieściła się przy obecnej ul. gen. J. Hallera 11. Synagoga powstała z inicjatywy miejscowej gminy żydowskiej i darczyńcy materiałów budowlanych dla synagogi pana Nagla z Sypniewa koło Więcborka.
- źródło: Monografia Więcborka z 1993

## Ewangelicy w Więcborku
- Więcbork stanowił ważny ośrodek kościoła ewangelickiego w Polsce. To tu ustanowiono 350 osobowy dom sióstr diakonis. W Więcborku mieściły się liczne zakłady pomocnicze więcborskich sióstr diakonis, w tym szpital, drukarnie, domy wypoczynkowe, sierocińce, przedszkola.
- W mieście działały dwa zbory ewangelickie jeden przy ul. Marszałka Józefa Piłsudskiego (obecnie ulica Pocztowa), a kolejny przy ul. Rybackiej.

W przyległej do miasta Wituni działał Zakon Misjonarzy Ewangelickich, zachowały się opisywane zabudowania. Inne kościoły ewangelickie znajdowały się w Zabartowie, Pęperzynie, Runowie i Sypniewie.
- źródło: Monografia Więcborka z 1993

## Religia

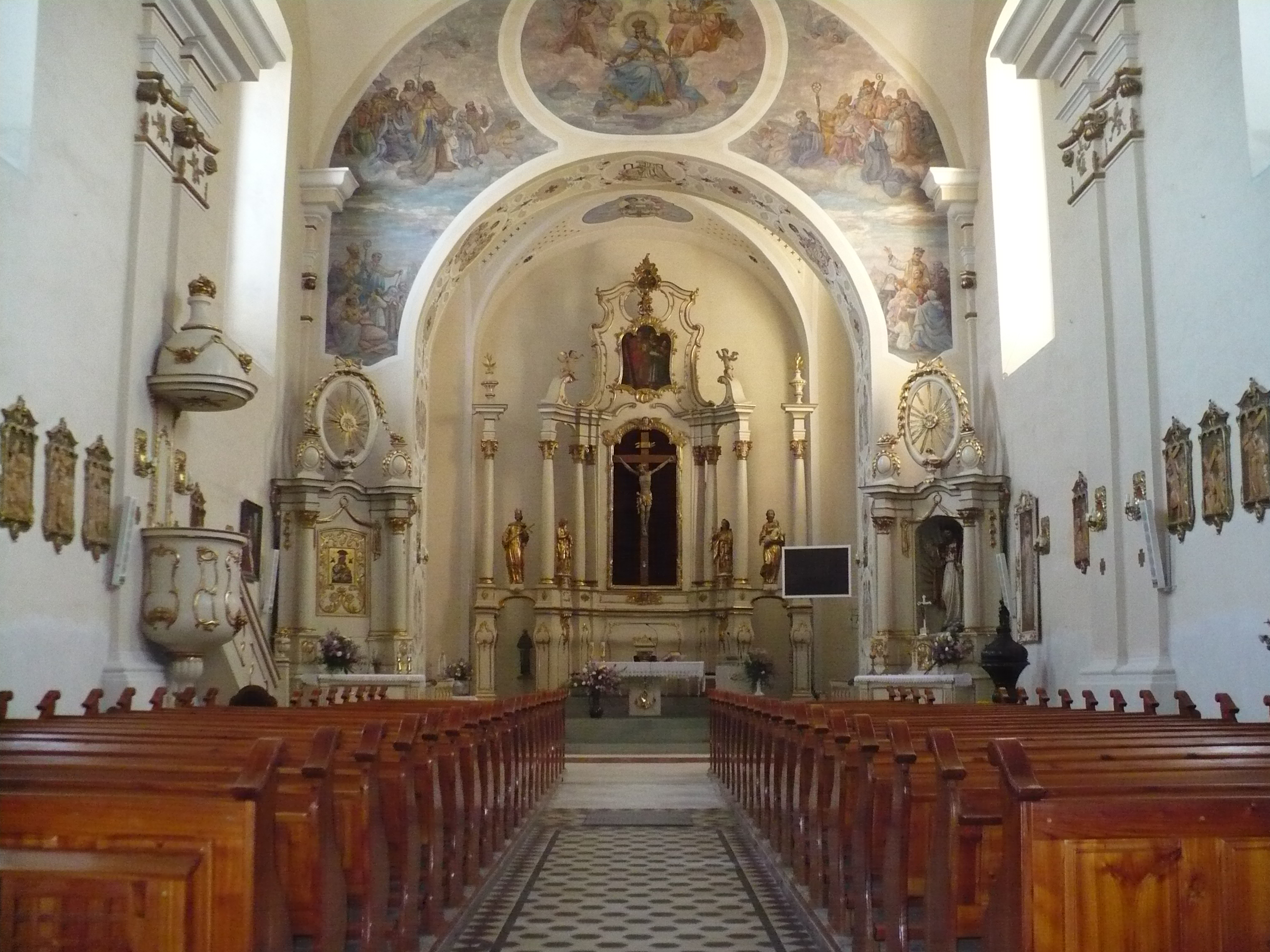
Wnętrze kościoła w Więcborku wybudowanego przez Potulickich z Więcborka

### Kościół katolicki
- parafia i kościół rzymskokatolicki pod wezwaniem Wniebowzięcia NMP i świętych apostołów Szymona i Judy Tadeusza
- klasztor i kaplica sióstr franciszkanek, ul. Złotowska
- kaplica rzymskokatolicka w szpitalu
- kaplica rzymskokatolicka na cmentarzach: parafialnym i komunalnym

## Organizacje pozarządowe, stowarzyszenia i kluby

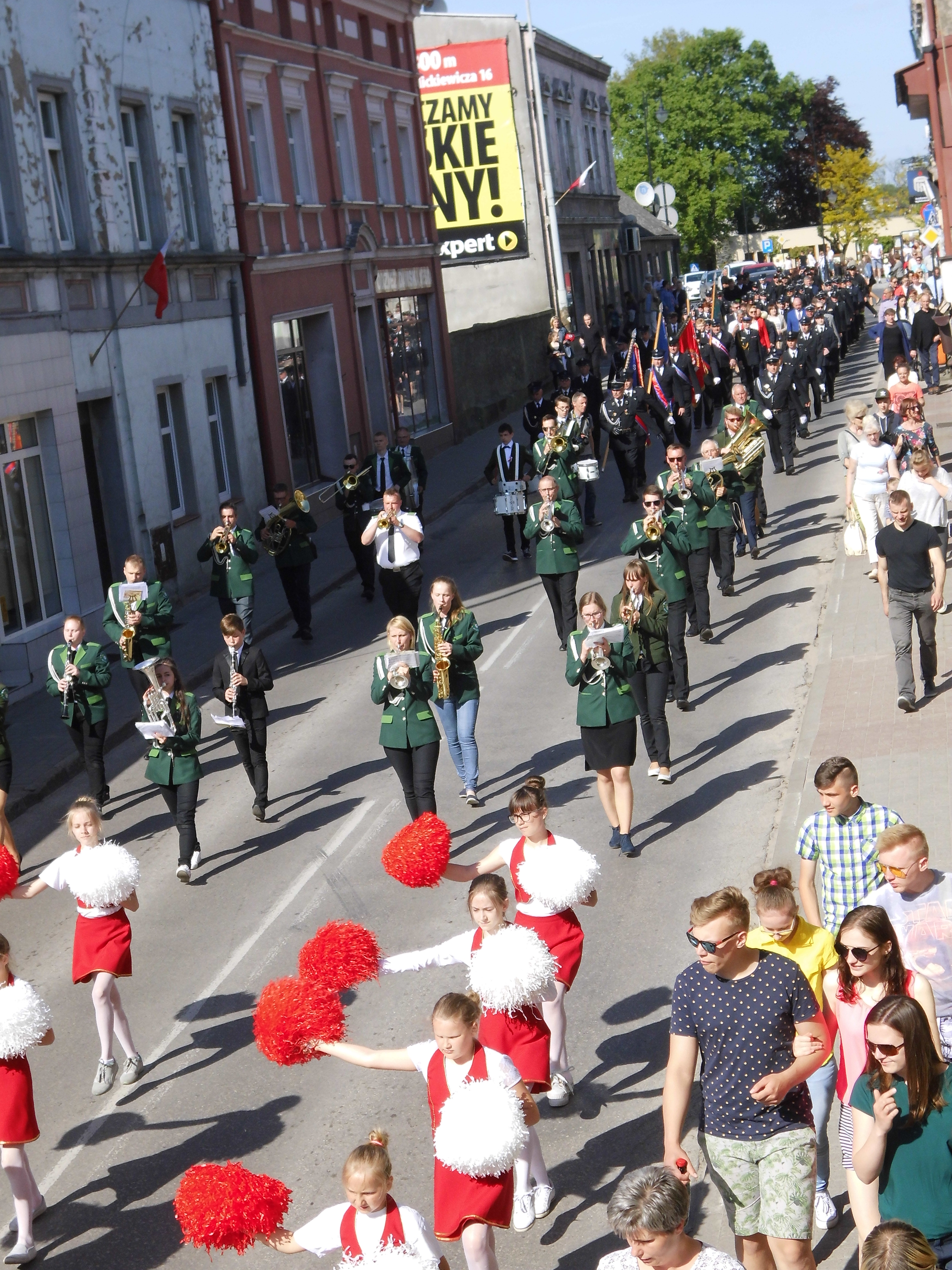
Przemarsz orkiestry i pocztów sztandarowych ul. Hallera w Więcborku w 2018 roku

- Stowarzyszenie Kurkowe Bractwo Strzeleckie w Więcborku – założone w 1732
- KS Grom Więcbork – założony w 1957
- TKKF Wodnik
- Stowarzyszenie Tarcza i Miecz
- Krajeńskie Stowarzyszenie Kulturalne
- Stowarzyszenie Rodzin Katolickich
- Polski Związek Wędkarski
- Caritas oddział przy parafii Więcborskiej
- 34 Wodna Drużyna Związku Harcerstwa Polskiego
- Stowarzyszenie Ochotnicza Straż Pożarna w Więcborku
- Wodne Ochotnicze Pogotowie Ratunkowe w Więcborku
- Towarzystwo Gimnastyczne SOKÓŁ w Więcborku
- Stowarzyszenie „Szpital Wspólnym Dobrem”
- Więcborski Klub Motorowy – WKM Więcbork
- Szczep Więcborskich Drużyn Harcerskich Związku Harcerstwa Polskiego – powstały z Więcborskich Drużyn Harcerskich w 2020 r.
- Stowarzyszenie Krajka Więcbork

## Osiedla Więcborka
- Osiedle BOWiD
- Plebanka
- Osiedle Piastowskie
- Osiedle Słoneczne
- Lupinek
- Osiedle Tartaczne
- Stare miasto
- Korea

## Gospodarka
W Więcborku działa przemysł metalowy (Więcborskie Zakłady Metalowe Wizamor i firma Bemix) oraz meblowy (firma Gabi Bis). Na dzień 31 grudnia 2010 r. w Mieście i Gminie Więcbork działały 834 podmioty gospodarcze (źródło – Biuletyn Informacyjny Gminy Więcbork).

## Transport

### Transport drogowy
Więcbork leży nieco ponad 30 kilometrów od Złotowa przy drodze wojewódzkiej nr 189. Przez miasto przebiegają także drogi wojewódzkie nr 241 i 242.
W Więcborku funkcjonuje lokalny oddział przedsiębiorstwa PKS Chojnice. Można spotkać tu również autobusy PKS Bydgoszcz, PKS Koszalin, PKS Piła, PKS Bytów i PKS Polonus Warszawa. Autobusem można bez problemu dojechać do Bydgoszczy, Chojnic, Koszalina, Złotowa, Sośna, Człuchowa, Tucholi, Sępólna Krajeńskiego, Warszawy, Włocławka, Torunia, Piły, Poznania, a w sezonie letnim również do Łodzi, Krakowa, Mielna.

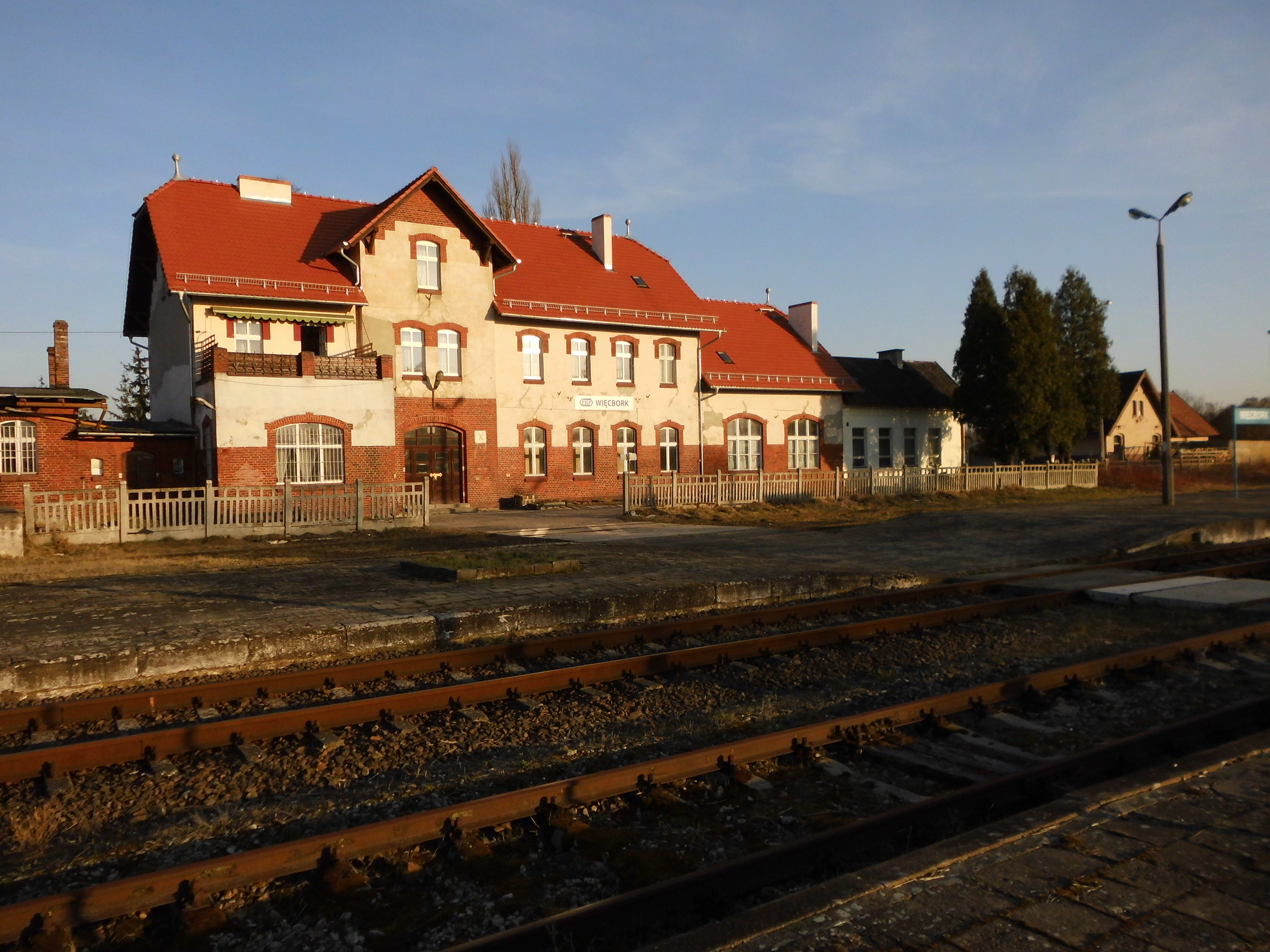
Stacja PKP Więcbork

### Transport kolejowy
Przez Więcbork przebiega linia kolejowa:
- nr 281: Oleśnica – Chojnice.

Historycznie przebiegała także linia kolejowa nr 240: Świecie nad Wisłą – Złotów, której z dniem 10 maja 2017, wydano decyzję o jej likwidacji.
W mieście znajduje się nieczynna stacja kolejowa, posiadająca obecnie status bocznicy szlakowej i przystanku osobowego. Niegdyś węzeł łączący Piłę i Złotów z Laskowicami Pomorskimi, czy Grudziądzem. Od 2000 przez Więcbork jeżdżą specjalne pociągi turystyczne i pociągi towarowe.

## Oświata
- Szkoła Podstawowa nr 1 im. Polskich Noblistów
- Szkoła Podstawowa nr 2 im. Kornela Makuszyńskiego
- Liceum Ogólnokształcące im. Janusza Korczaka[15]
- Centrum Kształcenia Zawodowego i Ustawicznego[16]
- Branżowa Szkoła I Stopnia
- Zespół Szkół Policealnych
- Centrum Edukacji w Więcborku

## Opieka zdrowotna
- Szpital Powiatowy w Więcborku
- Pogotowie ratunkowe w Więcborku.
- Niepubliczny Zakład Opieki Zdrowotnej Provita w Więcborku
- Niepubliczny Zakład Opieki Zdrowotnej „Ars Medica” s.c. w Więcborku
- Niepubliczny Zakład Opieki Zdrowotnej Familia w Więcborku
- Laboratorium ZOZ w Więcborku
- Rehabilitacja Zdrowotna ZOZ w Więcborku

## Pomoc społeczna
- Powiatowe Centrum Pomocy Rodzinie w Więcborku
- Miejsko-Gminny Ośrodek Pomocy Społecznej w Więcborku
- Środowiskowy Dom Samopomocy w Więcborku
- Placówka Opiekuńczo-Wychowawcza w Więcborku

## Sport

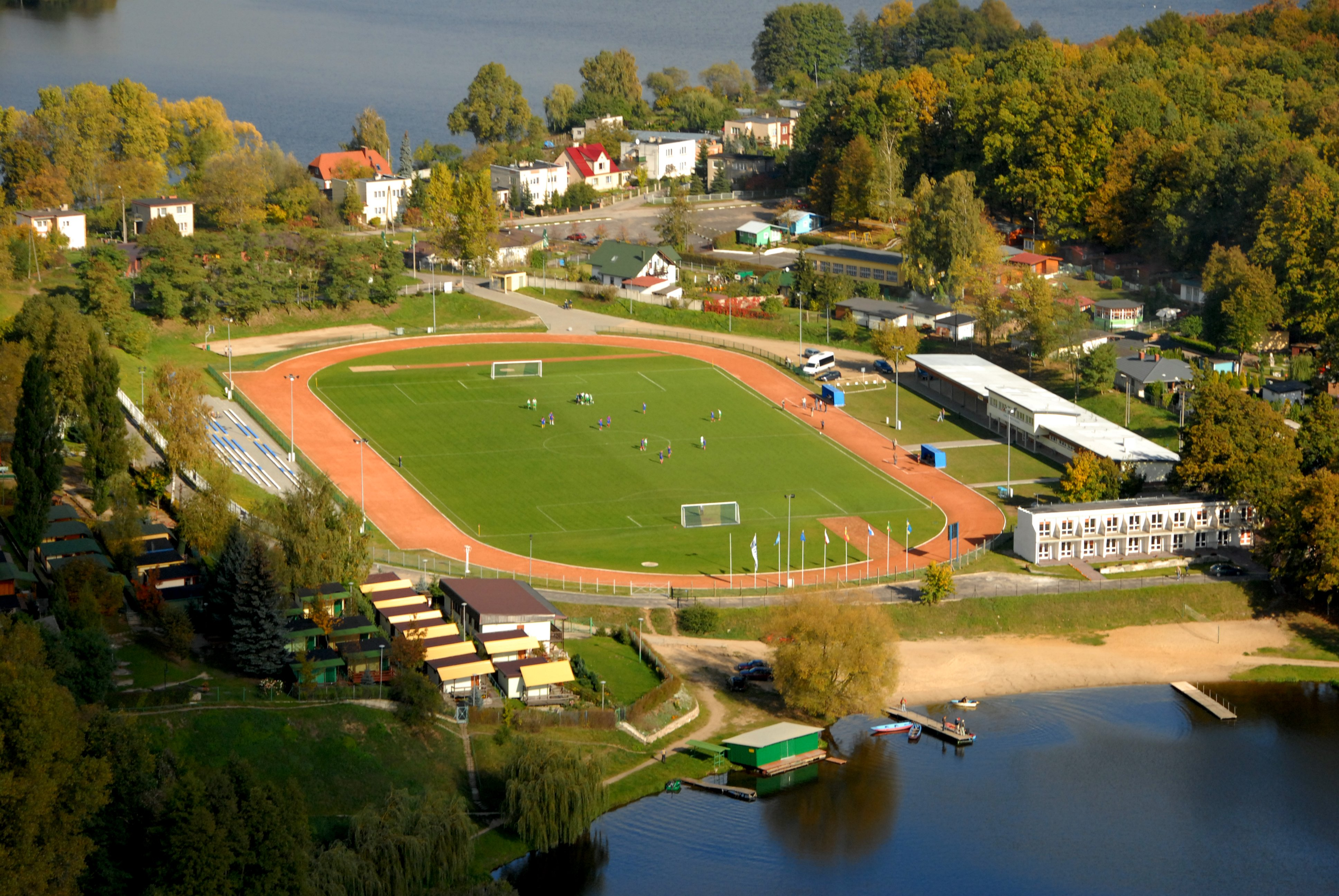
Stadion miejski z lotu ptaka

- KS Grom Więcbork I liga w podnoszeniu ciężarów
- KS Grom Więcbork A-klasa piłka nożna
- KS Grom Więcbork sekcja lekkoatletyczna
- Więcborski Klub Motorowy Wizamor w Więcborku
- Polski Związek Wędkarski
- Więcborski Klub Szachistów Wieża
- Kurkowe Bractwo Strzeleckie w Więcborku założone 16. 10. 1732 r.
- TKKF Wodnik w Więcborku
- Towarzystwo Gimnastyczne Sokół w Więcborku
- Więcborski Klub Motorowy – WKM Więcbork